# Perzefonin sarkofag
Perzefonin sarkofag je rimski marmorni sarkofag iz prve četrtine 3. stoletja pr. n. št., v katerega je bil morda 28. januarja 814 pokopan Karel Veliki v aachenski stolnici. Zdaj je na ogled v aachenski stolnični zakladnici.

## Izvor
Sarkofag je bil v prvem četrtletju 3. stoletja narejen v mestni rimski delavnici iz marmorja iz Carrare. Spada med številne druge rimske sarkofage in prikazuje ugrabitev Perzefone.

## Opis
Notranje mere odprtine so: dolžina 205 cm, širina 50 cm in globina 49 cm. Sarkofag je na sprednji strani okrašen s temeljitim, mnogofiguralnim visokim reliefom, medtem ko so ožje stranice okrašene z reliefom skupin s po tremi figurami. Sodobna poškodba pri prevozu v 19. stoletju prežema sprednji reliefa sicer dobro ohranjenega sarkofaga.
Relief prednje strani prikazuje ugrabitev Perzefone, upodobljenih je 15 bogov in božanskih bitij. V osrednji skupini na desni je Had, ki je ugrabil Perzefono, v svojem vozu. Pomaga mu Atena, Eros pred njim mu pokaže pot. Njegov voz vlečejo štirje konji. Vodi jih božanski sel Hermes na desnem robu reliefa, med njegovimi nogami je troglavi pes Kerber. Med sprednjimi kopiti konja je bog podzemlja Tartar. V vozu, sestavljenim iz kač, na levi strani Demetra sledi ugrabiteljem hčerke. Manjša oseba usmerja voz in vodi kače, medtem ko Demetra v svojih rokah vihti dve bakli. Dva od njenih pomočnikov sta padla pred njo na tla in poskušata zaščititi sadje, ki je padlo iz njunih košar. Nad njimi plava Afrodita, zaveznica Hada, s svojim plenom.
Leva ožja stranica prikazuje mladi dekleti in fanta, ki pobira rože, na desni ožji stranici so deček in dva pastirja, ki nosijo sadje v kornukopiji, rogu obilja.

## Karel Veliki
Ali je bil Karel Veliki pokopan v Perzefonin sarkofag leta 814, je med zgodovinarji sporno. Viri o smrti in pokopu Karla tega izrecno ne omenjajo. Kljub temu se domneva, da bi lahko bil ta sarkofag med stebri in marmorjem, ki jih je Karel prinesel iz Rima in Ravenne za gradnjo Palatinske kapele, kar je v skladu z Einhardovim delom Vita Karoli Magni (Življenje Karla Velikega) (26. poglavje).  V tem primeru bi bil pokopan v sarkofagu kot zahodnorimski cesar.
Po drugi strani pa zgodovinar Dieter Hägermann sumi, da je bil Perzefonin sarkofag sprva uporabljen za shranjevanje Karlovih kosti leta 1165 po izkopu njegovega groba, ki ga je odredil Friderik Barbarosa. Hägermann to utemeljuje s tem, da viri o pogrebu Karla Velikega leta 814 ne govorijo o sarkofagu, ampak o pokopu na tleh Palatinske kapele. Hägermann meni, da je malo verjetno, da bi kdo zakopal tako fino izklesan marmorni sarkofag v tla cerkve.
Razlogi, za izbiro sarkofaga s poganskimi motivi za pokop krščanskega cesarja, so lahko v krščanski razlagi zgodbe o Perzefoni: v mitu je boginji Ceres uspelo, da je pripeljala Perzefono nazaj na Zemljo za dve tretjini leta, kar je mogoče razumeti kot metaforo za Jezusovo vstajenje.
Najpozneje leta 1215 so morali kosti Karla Velikega vzeti iz sarkofaga, saj je bil v tem letu izdelan relikviarij. Od takrat je prazen sarkofag stal v spodnji sobi osmerokotnika aachenske stolnice – vidna je bila samo sprednja stran – domnevno z leseno sliko Karla Velikega iz 14. stoletja, ki je danes razstavljena v zakladnici in je bila verjetno del tako imenovanega Karlsmemorie (Karlovega spomenika). Leta 1794 je Napoleon Bonaparte sarkofag odnesel v Pariz skupaj s starodavnimi stebri stolnice, leta 1815 pa so ga ponovno vrnili v Aachen in je bil nameščen v Nikolajevi kapeli. Od leta 1843 je bil v Mihaelovi galeriji (empori) Nikolajeve kapele, ki ni bila dostopna javnosti. Ko so ga poskusili dvigniti v galerijo, se je precej poškodoval. Od leta 1979 je na ogled v stolnični zakladnici.